# Marco Grote
Marco Grote (* 11. Oktober 1972 in Bremen) ist ein ehemaliger deutscher Fußballspieler und heutiger Fußballtrainer.

## Karriere als Fußballspieler
Marco Grote, der bis zur A-Jugend beim SV Werder Bremen gespielt hatte, stand beim FC Bremerhaven und beim VfB Oldenburg unter Vertrag, bevor er in die zweite Mannschaft des Hamburger SV gewechselt war. Während seiner aktiven Karriere kam Grote als rechter Verteidiger zu 147 Einsätzen in der Regionalliga Nord, in der ihm vier Tore gelangen. Mit dem FC Bremerhaven nahm der gebürtige Bremer in der Spielzeit 1996/97 am DFB-Pokal teil, in der die Bremerhavener in der ersten Runde gegen den Bundesligisten Karlsruher SC ausschieden. Mit der zweiten Mannschaft des HSV spielte Marco Grote auch in der Staffel „Hamburg/Schleswig-Holstein“ in der Oberliga Nord, wo er 65 Partien absolvierte und zehn Tore schoss.

## Karriere als Trainer

### Anfänge
Nachdem Marco Grote im Trainergeschäft zunächst Co-Trainer der zweiten Mannschaft des HSV war und danach im Stab des VfB Lübeck tätig war – er war Co-Trainer unter Stefan Böger –, ging er 2008 in das Nachwuchsleistungszentrum des SV Werder Bremen. In seiner Geburtsstadt betreute Grote die U16, die U17 und die U19. Die U17 führte Marco Grote dabei ins Finale der B-Junioren-Bundesliga. Die Fußballlehrer-Lizenz erhielt Grote 2010 nach Abschluss des 56. Trainerlehrgangs der Hennes-Weisweiler-Akademie.

### Cheftrainer beim VfL Osnabrück und Apollon Smyrnis
Zur Saison 2020/21 übernahm Grote als Nachfolger des zum Hamburger SV gewechselten Daniel Thioune das Amt des Cheftrainers beim Zweitligisten VfL Osnabrück, bei dem er einen Zweijahresvertrag unterschrieb. Unter Grote startete die Mannschaft gut in die Saison und blieb bis zum 8. Spieltag ungeschlagen. Nach 3 Niederlagen in Folge schloss der VfL die Hinrunde mit 22 Punkten auf dem 11. Platz ab und hatte einen Vorsprung von 7 Punkten auf den Abstiegsrelegationsplatz. Nach 4 weiteren Niederlagen in Folge zum Rückrundenauftakt stellte der Verein Grote Mitte Februar 2021 frei. Die Mannschaft war durch die 7 Niederlagen in Folge auf den 15. Platz abgerutscht und der Vorsprung auf den 16. Platz betrug nur noch 4 Punkte.
Ab dem 8. Januar 2022 war Grote Trainer beim griechischen Erstligisten Apollon Smyrnis. Er übernahm das Team bereits als vierter Trainer in der laufenden Saison als Tabellenletzter, konnte jedoch keine Trendwende einleiten. Nach lediglich einem Punkt aus den ersten fünf Spielen trennte sich der Verein ca. 3,5 Wochen nach seiner Verpflichtung am 2. Februar 2022 bereits wieder von ihm.

### Rückkehr in den Jugendbereich
Seit Sommer 2022 trainiert Grote die U19-Mannschaft des Bundesligisten 1. FC Union Berlin. Während der Länderspielpause im November 2023 übernahm er interimsweise die Profimannschaft, da sich der Verein vom Cheftrainer Urs Fischer getrennt hatte. Er betreute die Mannschaft bei einem 1:1-Unentschieden gegen den FC Augsburg. Anschließend wurde Nenad Bjelica als neuer Cheftrainer verpflichtet, womit Grote zur U19 zurückkehrte. Anfang Mai 2024 trennte sich der Verein wieder von Bjelica und Grote wurde erneut Interimstrainer. Die Mannschaft stand zwei Spiele vor dem Ende der Saison 2023/24 auf dem 15. Platz und hatte nach sechs sieglosen Spielen in Folge nur noch einen Punkt Vorsprung auf den Relegationsplatz. Nach einer Niederlage am 33. Spieltag und einem Sieg am 34. Spieltag  durch einen Treffer in der Nachspielzeit wurde auf dem 15. Platz der direkte Klassenerhalt erreicht.
Zur Saison 2024/25 kehrte Grote zur U19 zurück, die fortan in der neuen U19-DFB-Nachwuchsliga spielte.

## Privates
Marco Grote ist verheiratet und hat zwei Söhne. Parallel zu seiner Karriere als Fußballspieler schloss er eine Ausbildung zum Speditionskaufmann ab. Später begann er ein Studium der Sportwissenschaft, beendete dieses jedoch ohne Abschluss.